# Баргалино
Барга́лино — посёлок в Муйском районе Бурятии. Входит в сельское поселение «Муйская сельская администрация».

## География
Расположен в 11,5 км севернее центра сельского поселения — посёлка Усть-Муя, на левом берегу Витима, в 3 км ниже села Неляты Забайкальского края, находящегося на правом берегу реки.

## Население
| 2002 | 2010 |
| ---- | ---- |
| 21   | ↘3   |